# RD-58 (motor de foguete)

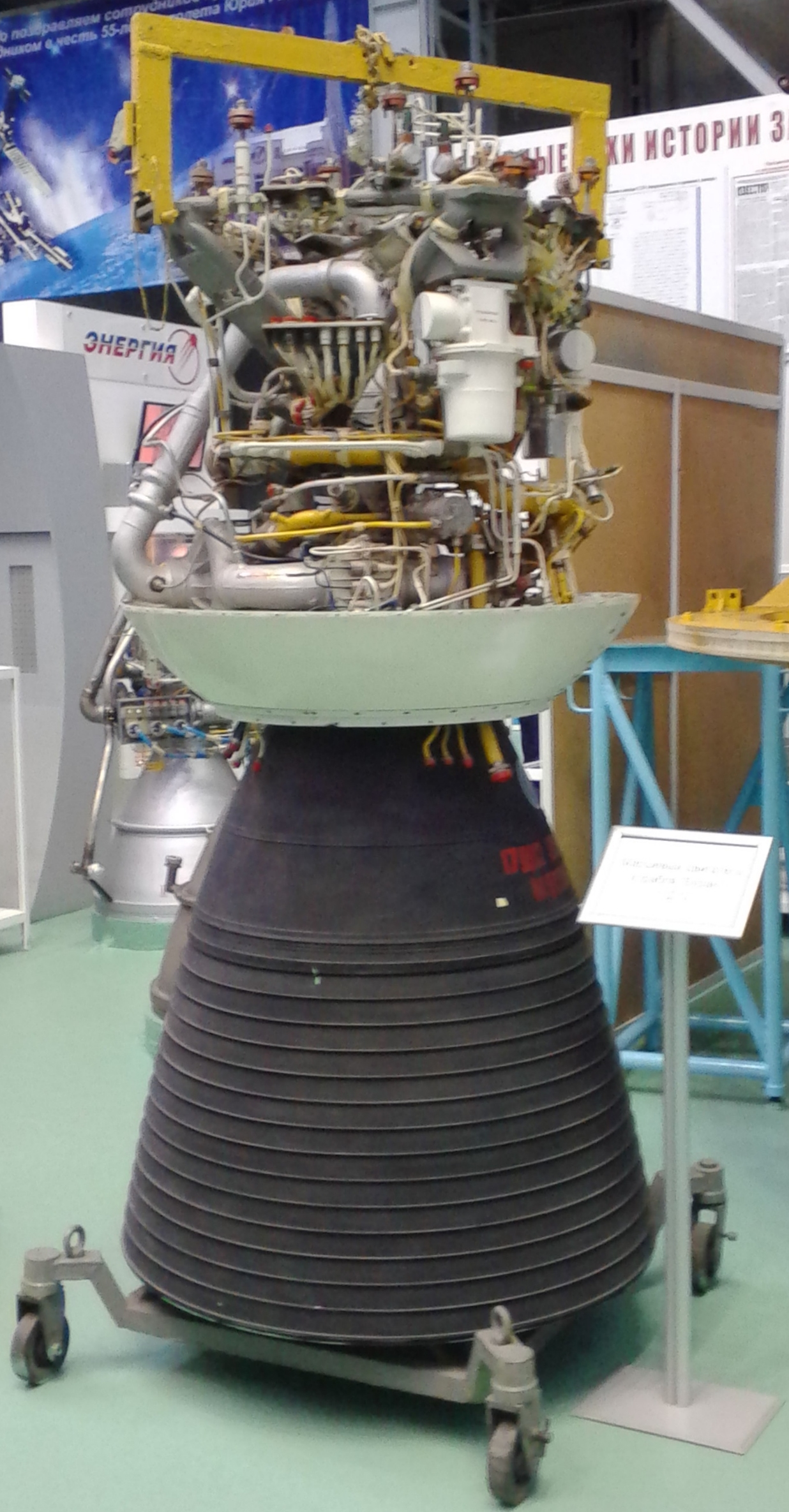
Um modelo do motor RD-58.

O motor de foguete RD-58 (designado pelo fabricante como 11D58), é um motor de foguete desenvolvido na década de 1960 pela OKB-1, hoje em dia RKK Energia. O projeto é de Mikhail Melnikov, e teve como base o motor S1.5400, que foi o primeiro motor de ciclo de combustão em estágios do mundo. O RD-58 foi originalmente projetado para acionar o Bloco-D (estágio) do foguete N1 ainda na época da União Soviética.
O RD-58 usa LOX como oxidante e RG-1 (uma variante do RP-1) como combustível, com uma única câmara de combustão que se move nos eixos, alimentada por bombas centrífugas radiais. Modificações recentes incluíram uma extensão de bocal usando materiais compósitos, desenvolvida pela NPO Iskra.

## Características
- Empuxo: 83,4 kN
- Isp: 349 s
- Pressão na câmara: 7.8 MPa
- Massa: 300 kg
- Diâmetro: 12 cm

## Variantes
- RD-58 - Modelo básico original.
- RD-58M - Modelo melhorado para o Bloco-D do foguete Proton.
- RD-58M - Modelo melhorado incluindo extensão do bocal em carbono usado nos foguete Zenit do projeto Thuraya.
- RD-58MF - Modelo com empuxo reduzido e impulso aumentado usados nos foguetes Zenit.
- RD-58S - Modelo modificado para usar o combustível sintético Syntin.
- RD-58Z - Modelo melhorado especificamente para os foguete Zenit.
- 17D12 - Modelo modificado para atuar como motor de manobra no Buran.